# مرگ‌ها در فوریه ۲۰۲۰
مرگ‌ها در فوریه ۲۰۲۰ آنچه در پی می‌آید فهرست افراد سرشناسی است که در فوریه ۲۰۲۰ درگذشته‌اند.
- در هر عنوان به‌ترتیب نام شخص، سن، دلیل سرشناسی، ملیت، علت مرگ، و منبع آمده‌است.

## فوریه

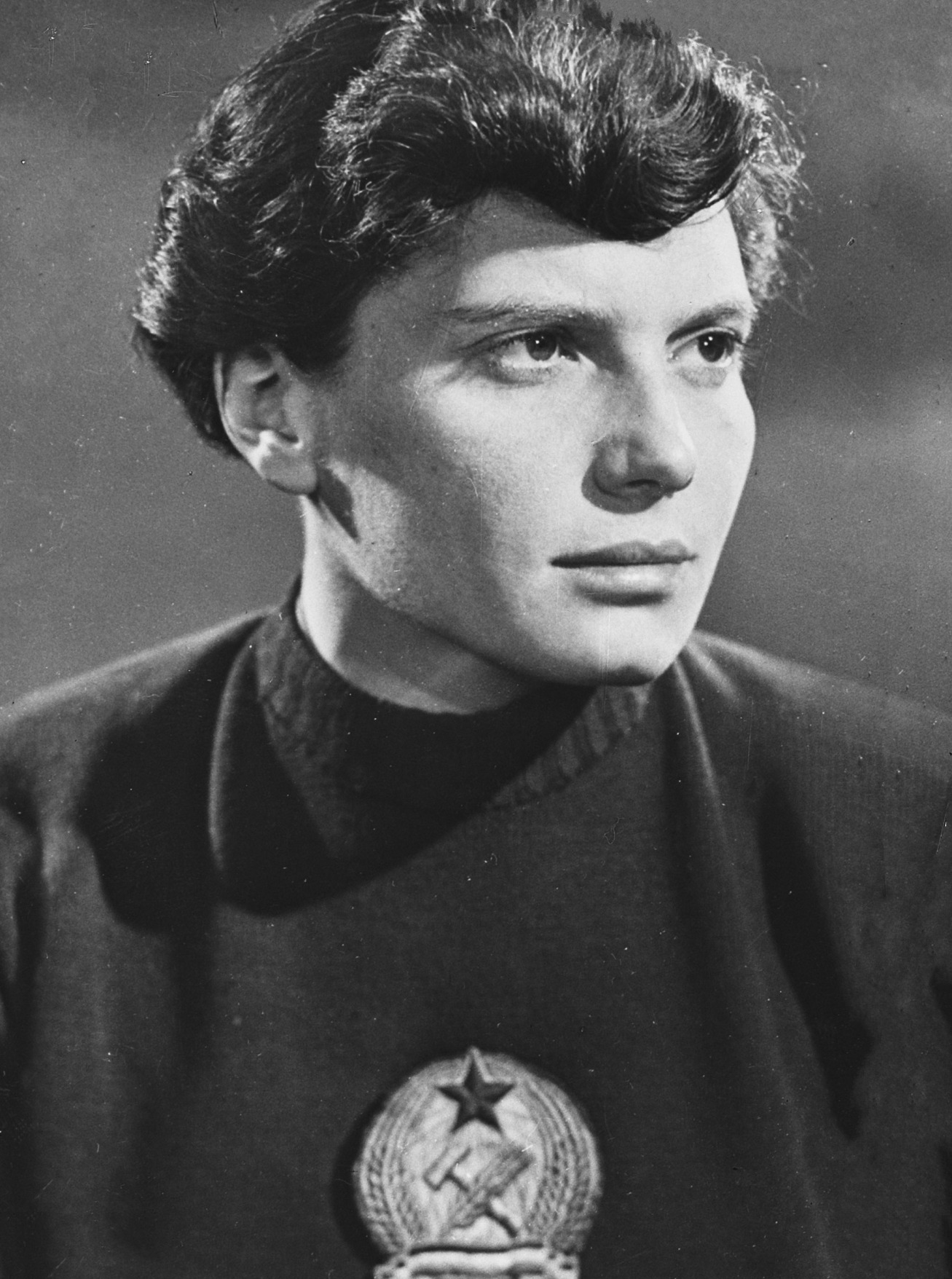
ایوا سیکی

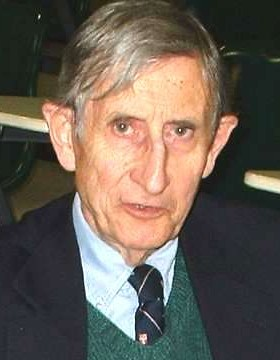
فریمن دایسون

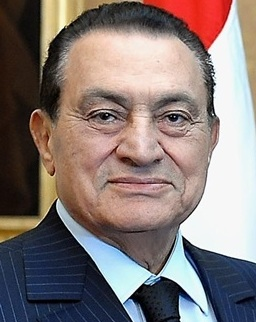
حسنی مبارک

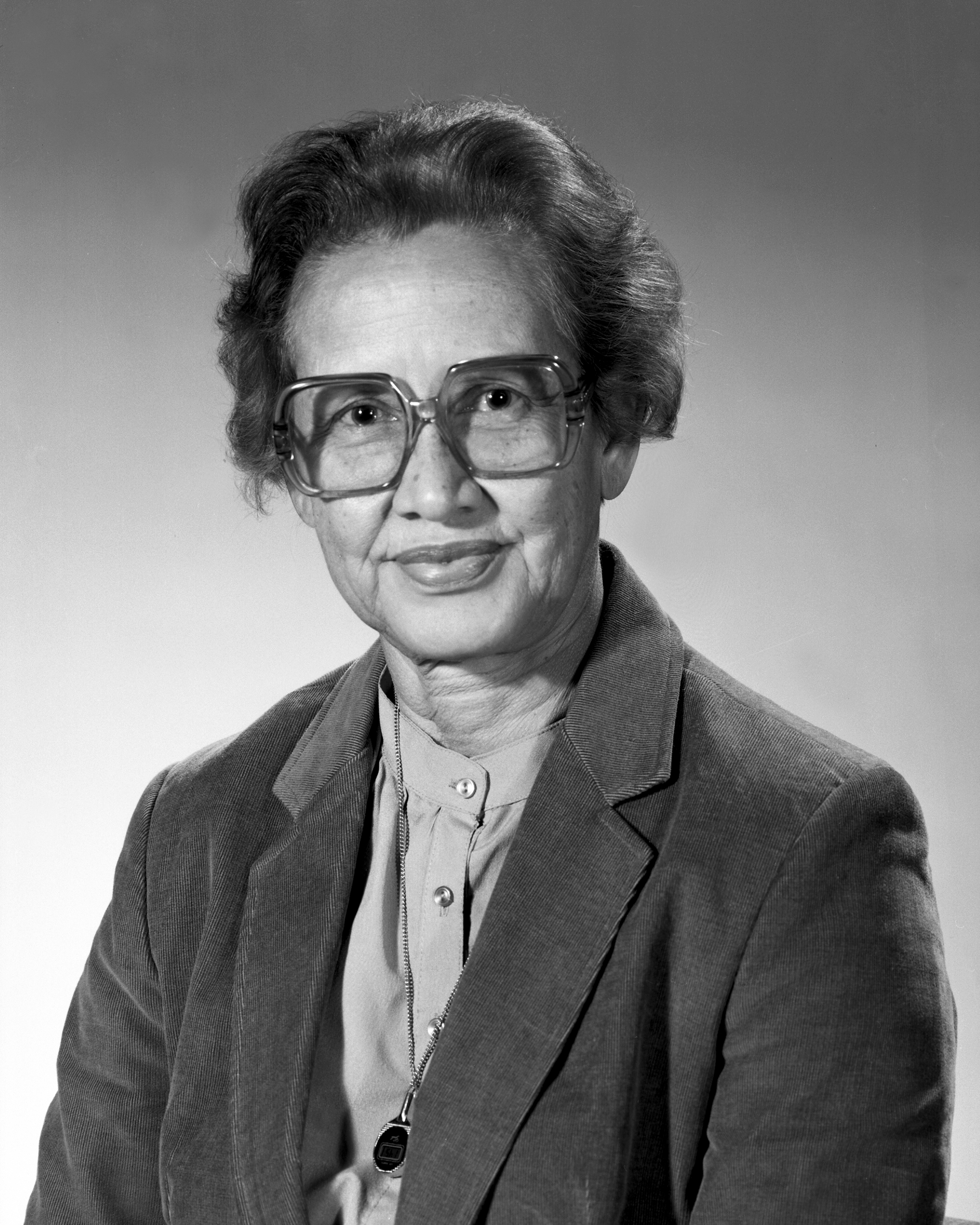
کاترین جانسون

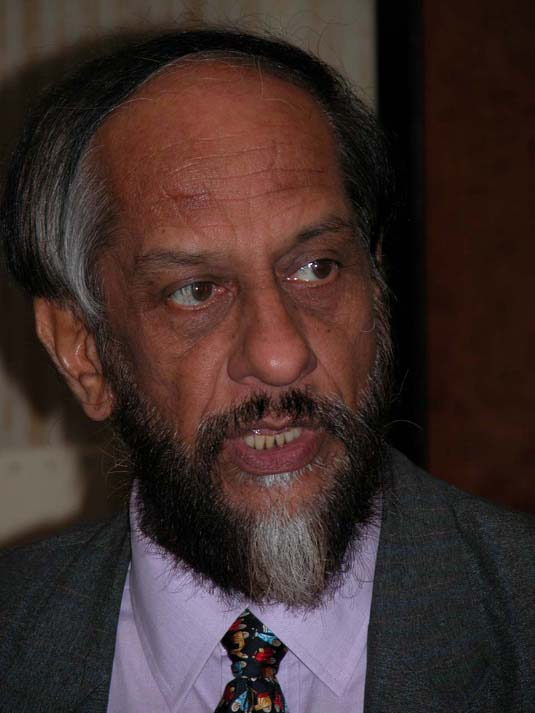
راجندرا کومار پاچاوری

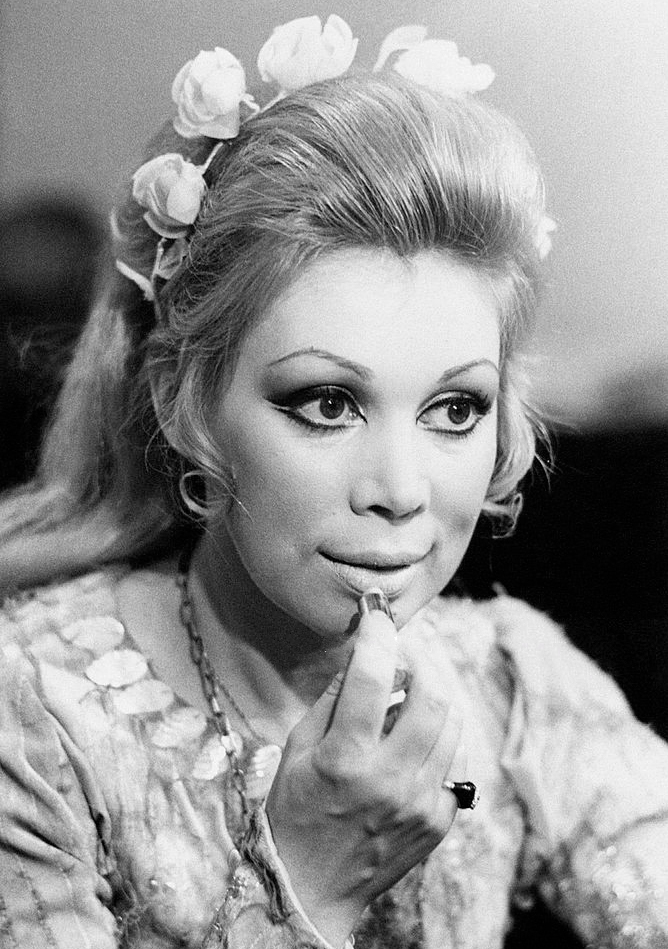
میرلا فرنی

لی ون‌لیانگ

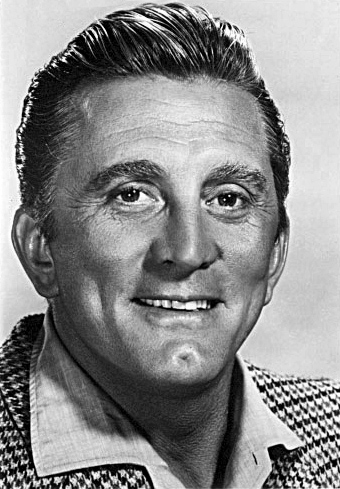
کرک داگلاس

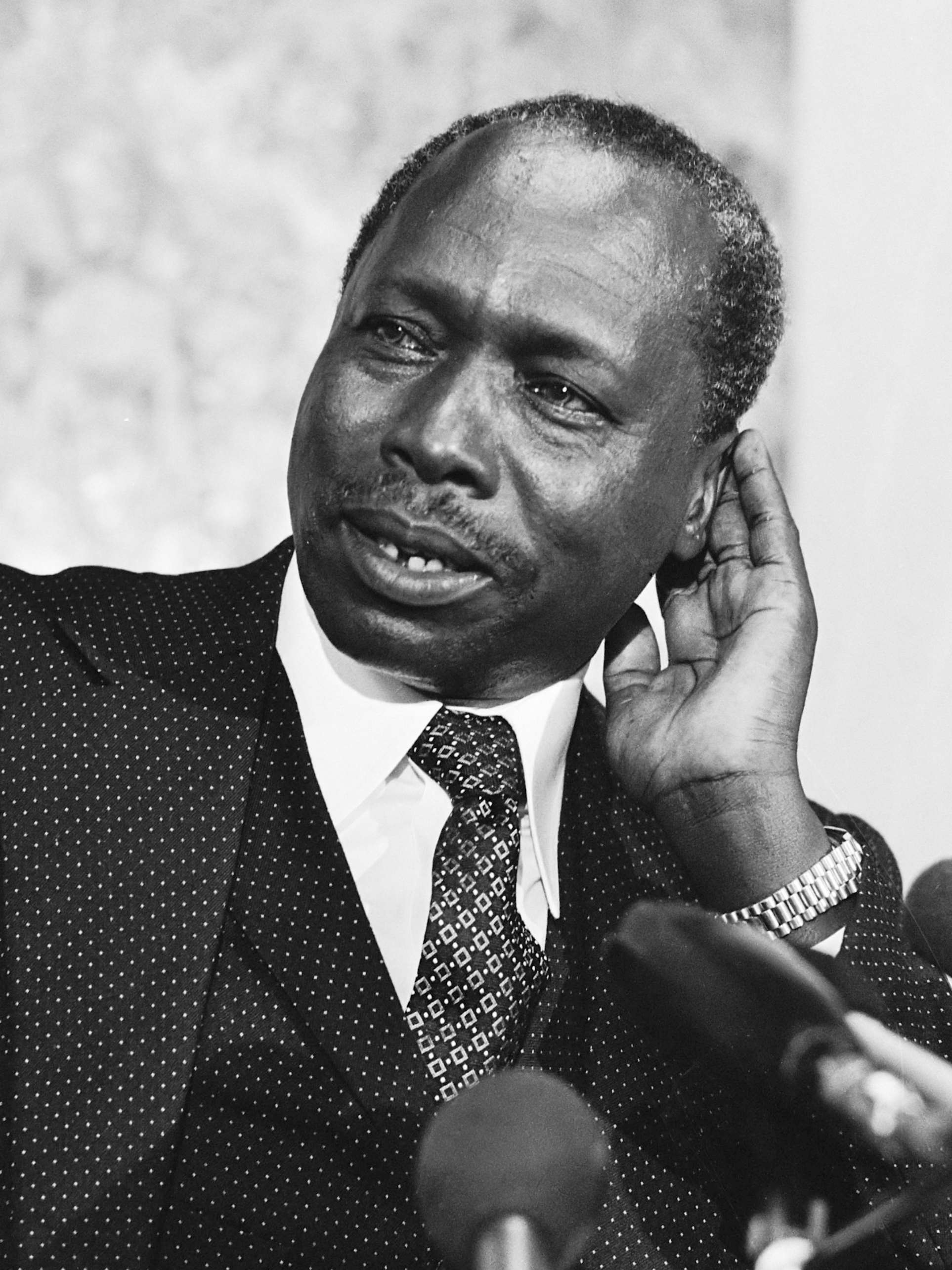
دنیل آراپ موی

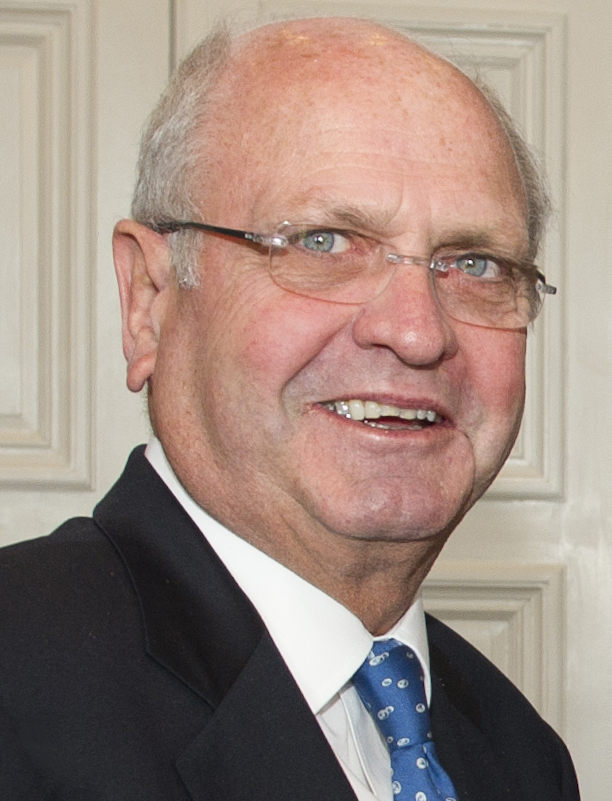
مایک مور

### ۱
- پیتر آندورای، ۷۱، هنرپیشه اهل مجارستان، (قرن بیستم من).[۱]

### ۲
- مایک مور، ۷۱، سیاستمدار اهل نیوزیلند، نخست‌وزیر (۱۹۹۰).[۲]
- مایک هور دیوانه، ۱۰۰، رهبر مزدور اهل ایرلند.[۳]

### ۳
- جورج استاینر، ۹۰، منتقد ادبی و مقاله‌نویس فرانسوی-آمریکایی.[۴]
- جین رینولدز، ۹۶، هنرپیشه اهل ایالات متحده آمریکا.[۵]

### ۴
- دنیل آراپ موی، ۹۵، سیاستمدار اهل کنیا، رئیس‌جمهور (۱۹۷۸–۲۰۰۲).[۶]
- جانکارلو برگامینی، ۹۳، شمشیرباز اهل ایتالیا.[۷]
- خوزه لوئیس کوئردا، ۷۲، کارگردان، فیلم‌نامه‌نویس و تهیه‌کننده اهل اسپانیا.[۸]
- نادیا لطفی، ۸۳، هنرپیشه اهل مصر.[۹]
- بنیتو سارتی، ۸۳، بازیکن فوتبال اهل ایتالیا.[۱۰]

### ۵
- کرک داگلاس، ۱۰۳، هنرپیشه و تهیه‌کننده اهل ایالات متحده آمریکا.[۱۱]
- کوین کانوی، ۷۷، هنرپیشه و کارگردان اهل ایالات متحده آمریکا، بر اثر سکته قلبی.[۱۲]
- استنلی کوهن، ۹۷، زیست‌شیمی‌دان اهل ایالات متحده آمریکا، جایزه نوبل فیزیولوژی و پزشکی (۱۹۸۶).[۱۳]
- ایو پولیکان، ۸۸، چشم‌پزشک اهل فرانسه.[۱۴]

### ۶
- رافائل کولمن، ۲۵، بازیگر اهل انگلستان.[۱۵]

### ۷
- اورسن بین، ۹۱، هنرپیشه اهل ایالات متحده آمریکا (هنرپیشه پزشک دهکده و جان مالکوویچ بودن) بر اثر تصادف رانندگی.[۱۶]
- براین پیلکینگتون، ۸۶، بازیکن فوتبال اهل انگلستان.[۱۷]
- ان ئی تاد، ۸۸، هنرپیشه اهل ایالات متحده آمریکا، بر اثر زوال عقل.[۱۸]
- یورگن ایی. لارسن، ۷۴، بازیکن فوتبال و مربی فوتبال اهل دانمارک.[۱۹]
- لنین الرملی، ۷۴، کارگردان، نویسنده، و فیلم‌نامه‌نویس اهل مصر.[۲۰]
- لی ون‌لیانگ، ۳۳، چشم‌پزشک اهل چین، در اثر بیماری کرونای جدید.[۲۱]
- گراتسیا ولپی، ۷۸، تهیه‌کننده فیلم اهل ایتالیا (تهیه‌کننده فیلم سزار باید بمیرد و فیوریله).[۲۲]

### ۸
- رابرت کانرد، ۸۴، بازیگر اهل ایالات متحده آمریکا، بر اثر نارسایی قلبی.[۲۳]
- پائولا کلی، ۷۶، هنرپیشه و رقصنده اهل ایالات متحده آمریکا (هنرپیشه فیلم بیسکویت سبز) بر اثر بیماری مزمن انسدادی ریه.[۲۴]

### ۹
- میرلا فرنی، ۸۴، خواننده اپرای اهل ایتالیا با صدای سوپرانو.[۲۵]

### ۱۰
- پاتریک جردن، ۹۶، هنرپیشه اهل بریتانیا.[۲۶](مرگ در این تاریخ اعلام شد)
- پاول ویلیکوفسکی، ۷۸، نویسنده اهل اسلواکی.[۲۷]
- رابرت هرمان، ۸۸، ریاضیدان اهل ایالات متحده آمریکا بر اثر سینه‌پهلو.[۲۸]

### ۱۱
- یوزف فیلتسمایر، ۸۱، کارگردان و فیلم‌بردار اهل آلمان.[۲۹]
- یاسوماسا کانادا، ۷۰، ریاضی‌دان اهل ژاپن.[۳۰]
- ران هادریک، ۹۰، بازیکن کریکت و هنرپیشه اهل استرالیا.[۳۱]

### ۱۲
- سورن اسپانینگ، ۶۸، هنرپیشه اهل دانمارک.[۳۲]
- گیرت هافستد، ۹۱، جامعه‌شناس اهل هلند.[۳۳]

### ۱۳
- راجندرا کومار پاچاوری، ۷۹، اقتصاددان اهل هند.[۳۴]
- رافائل رومرو مارچنت، ۹۳، کارگردان، فیلم‌نامه‌نویس و تهیه‌کننده اهل اسپانیا.[۳۵]

### ۱۴
- برایان جکسون، ۸۶، بازیکن فوتبال اهل بریتانیا.[۳۶]
- لین کوئن، ۸۶، هنرپیشه اهل ایالات متحده آمریکا.[۳۷]
- جان شاراپنل، ۷۷، بازیگر اهل انگلستان.[۳۸]

### ۱۶
- زوئی کالدول، ۸۶، هنرپیشه اهل استرالیا.[۳۹]
- فرانسس کوکا، ۸۳، بازیگر اهل بریتانیا.[۴۰]
- هری گرگ، ۸۷، بازیکن فوتبال و مربی فوتبال اهل ایرلند شمالی.[۴۱]

### ۱۷
- گئورگی شنگلایا، ۸۲، کارگردان اهل گرجستان.[۴۲]
- جانت دوبوآ، ۷۴، بازیگر و خواننده اهل ایالات متحده آمریکا.[۴۳]
- زونیا تسیمان، ۹۴، هنرپیشه اهل آلمان.[۴۴]
- ماریو دا گراسیا ماچونگو، ۷۹، سیاستمدار اهل موزامبیک، نخست‌وزیر (۱۹۸۶–۱۹۹۴).[۴۵]

### ۱۸
- فلاویو بوچی، ۷۲، هنرپیشه، صدا پیشه و تهیه‌کننده اهل ایتالیا بر اثر حمله قلبی (هنرپیشه فیلم ایل دیوو).[۴۶]

### ۱۹
- ژان دانیل، ۹۹، نویسنده و روزنامه‌نگار اهل فرانسه (مؤسس مجله نوول اوبزرواتور).[۴۷]
- یرواند ماناریان، ۹۵، هنرپیشه زاده ایران اهل ارمنستان.[۴۸]
- سدا ورمیشیوا، ۸۷، شاعر، اقتصاددان و کنشگر اجتماعی اهل ارمنستان.[۴۹]

### ۲۱
- یونا فریدمن، ۹۶، معمار اهل فرانسه.[۵۰]

### ۲۲
- تیک کوانگ دو، ۹۱، راهب بودایی اهل ویتنام.[۵۱]
- مارک زانا، ۷۵، روان‌شناس اجتماعی اهل کانادا.[۵۲]

### ۲۴
- جان فرانزس، ۱۰۳، گانگستر زاده ایتالیا اهل ایالات متحده آمریکا.[۵۳]
- دیانا سرا کری، ۱۰۱، هنرپیشه اهل ایالات متحده آمریکا.[۵۴]
- کاترین جانسون، ۱۰۱، ریاضیدان اهل ایالات متحده آمریکا.[۵۵]
- اولوف تونبری، ۹۴، هنرپیشه اهل سوئد.[۵۶]
- جان تیگین، ۷۰، موسیقی‌دان اهل نروژ.[۵۷]
- ایشتوان چوکاش، ۸۳، شاعر و نویسنده اهل مجارستان.[۵۸]

### ۲۵
- ماریو بونگه، ۱۰۰، فیلسوف و فیزیک‌دان اهل آرژانتین.[۵۹]
- حسنی مبارک، ۹۱، سیاستمدار اهل مصر، رئیس‌جمهور (۱۹۸۱–۲۰۱۱)، نخست‌وزیر (۱۹۸۱–۱۹۸۲) و معاون رئیس‌جمهور (۱۹۷۵–۱۹۸۱) بر اثر نارسایی کلیوی.[۶۰]
- دمیتری یازوف، ۹۵، سیاستمدار اهل شوروی، وزیر دفاع (۱۹۸۷–۱۹۹۱).[۶۱]

### ۲۶
- بتسی بایارس، ۹۱، نویسنده اهل ایالات متحده آمریکا.[۶۲]
- نجمیه خوجه، ۹۹، سیاستمدار اهل آلبانی.[۶۳]
- نیک آپولو فورتی، ۸۱، هنرپیشه اهل ایالات متحده آمریکا.[۶۴]
- مایکل مدوین، ۹۶، هنرپیشه اهل بریتانیا.[۶۵]

### ۲۷
- والدیر اسپینوزا، ۷۲، مربی فوتبال اهل برزیل.[۶۶]
- سامول کاراپتیان، ۵۸، تاریخ‌نگار اهل ارمنستان.[۶۷]

### ۲۸
- فریمن دایسون، ۹۶، فیزیکدان نظری و ریاضی‌دان زاده بریتانیا اهل ایالات متحده آمریکا.[۶۸]
- محمد عماره، ۸۸، روشنفکر و دانشمند اسلامی اهل مصر.[۶۹]

### ۲۹
- ایوا سیکی، ۹۲، شناگر اهل مجارستان.[۷۰]
- آندری ودرنیکوف، ۶۰، دوچرخه‌سوار اهل شوروی.[۷۱]

## ماه‌های گذشته
- مرگ‌ها در ژانویه ۲۰۲۰